# Ngô Minh Hiếu
Ngô Minh Hiếu (còn được gọi là Hiếu PC, sinh ngày 8 tháng 10 năm 1989) là một chuyên gia về an toàn thông tin người Việt Nam, từng là một hacker nhận 13 năm tù vì tội đánh cắp và bán thông tin cá nhân của hơn 200 triệu người Mỹ. Sau khi trở về Việt Nam, anh trở thành chuyên gia kỹ thuật tại Trung tâm Giám sát và An toàn không gian mạng Quốc gia (NCSC). Hiện nay, anh là người vận hành dự án Chống Lừa Đảo do anh cùng các đồng sự sáng lập vào cuối năm 2020, đồng thời là giám đốc Công ty trách nhiệm hữu hạn doanh nghiệp xã hội Chống Lừa Đảo.

## Tiểu sử
Ngô Minh Hiếu sinh ngày 8 tháng 10 năm 1989 tại Gia Lai, Việt Nam. Năm 19 tuổi, anh đến New Zealand để theo học tại Học viện Công nghệ Unitec ở Auckland nhưng đã về nước chỉ 1 năm sau đó vì liên quan đến các vụ lừa đảo tại nước này. Sau khi về lại Việt Nam vào năm 2009, Hiếu nộp hồ sơ vào hệ tài năng của trường Đại học Khoa học Tự nhiên và theo học tại trường 2 năm trước khi thôi học. Năm 2013, anh bị đặc vụ Mỹ bắt giữ với tội danh liên quan đến buôn bán thông tin người dùng. Đến năm 2015, anh chính thức bị kết án 13 năm tù liên bang. Tuy nhiên, anh được trả tự do sớm hơn dự kiến và trở về Việt Nam vào ngày 4 tháng 8 năm 2020. 3 tháng sau, anh chính thức gia nhập Trung tâm Giám sát và An toàn không gian mạng Quốc gia, đảm nhiệm các công việc liên quan đến điều tra số, điều tra các tội phạm trên không gian mạng, kiểm tra những dữ liệu có khả năng bị lộ.

## Tội phạm mạng

### Quá trình phạm tội
Trong khoảng thời gian ở New Zealand từ 2008 đến 2009, Hiếu từng bị cáo buộc liên quan tới một vụ lừa đảo tín dụng bằng tài khoản Trade Me (một trang đấu giá trên mạng kiểu eBay). Vào thời điểm đó, Hiếu là quản trị viên của một số diễn đàn về hacker trên dark web. Trong quá trình học tập, anh phát hiện lỗ hổng trong mạng của trường làm lộ dữ liệu thẻ thanh toán. Theo lời tường thuật lại, vì không ai để ý đến lời cảnh báo của mình nên anh đã hack toàn bộ hệ thống. Sau đó, anh sử dụng lỗ hổng tương tự để tấn công các trang web khác và đánh cắp dữ liệu thẻ thanh toán của người dùng. Hiếu cho biết, anh đã sử dụng dữ liệu thẻ đánh cắp được để mua vé buổi biểu diễn hòa nhạc, sự kiện,... và bán chúng thông qua Trade Me.
Sau khi trường học phát hiện sự việc và báo cảnh sát, Hiếu đã bị từ chối gia hạn visa sau khi học kỳ đầu tiên kết thúc. Sau đó, Hiếu đã hack trang web của trường Unitec Auckland khiến trang web này bị ngưng hoạt động trong hai ngày và trang web của trường Đại học Công nghệ Auckland (AUT). Anh trở về Việt Nam và theo học tại trường Đại học Khoa học Tự nhiên. Trong quá trình theo học tại đây, anh tiếp tục hack về hệ thống của trường để lấy thông tin giáo viên, đề thi và gửi cho bạn bè. Không những vậy, với kiến thức tự học từ các diễn đàn ngầm của Nga, anh đã đánh cắp và bán số an sinh xã hội của hơn 3 triệu người cho các bên thứ ba.
Theo cáo trạng của toà án Mỹ, từ năm 2007 đến 2013, Ngô Minh Hiếu đã sử dụng máy tính tại Việt Nam để thâm nhập trái phép vào nhiều hệ thống khác nhau nhằm lấy trộm số thẻ an sinh xã hội, thông tin về các tài khoản ngân hàng, thẻ tín dụng, tên, địa chỉ, số điện thoại, ngày sinh,... của hơn 200 triệu người dùng, trong đó có hơn 500 ngàn công dân Mỹ. Sau đó, Hiếu cùng đồng bọn bán lại thông tin cho các nhóm tội phạm trực tuyến. Ngoài ra, anh còn lấy dữ liệu từ Court Ventures, một công ty con của Experian, bằng cách "đóng giả là một điều tra viên tư nhân hoạt động bên ngoài Singapore". Từ những phi vụ này, Minh Hiếu kiếm được tổng cộng gần 2 triệu USD. Theo sở Thuế vụ xác nhận, đã có 13.673 người Mỹ trở thành nạn nhân của vụ án liên quan hoàn thuế thu nhập cá nhân giả mạo với tổng giá trị lên đến 65 triệu USD.

### Truy tố, kết án và trả tự do
Năm 2013, Ngô Minh Hiếu bị đặc vụ Mỹ bắt giữ tại Guam, khi bị lừa đến đây để thực hiện một vụ làm ăn với một khách hàng có nhiều thông tin cá nhân muốn bán lại. Sau đó, Hiếu đã phải đối mặt với bản án 42 năm tù liên bang với 4 tội danh liên quan đến lừa đảo và lạm dụng máy tính. Tuy nhiên, sau đó bản án đã được giảm nhẹ vì anh hợp tác với các nhà điều tra để bắt giữ hơn mười khách hàng của mình tại Mỹ.
Cơ quan Mật vụ gặp khó khăn trong việc xác định chính xác mức độ thiệt hại tài chính do các hoạt động lừa đảo của Hiếu gây ra bởi các dịch vụ này chỉ lưu trữ những thông tin khách hàng đã tìm kiếm mà không phải là những hồ sơ mà khách hàng đã mua. Tuy nhiên theo các hồ sơ đã có, chính phủ Mỹ ước lượng Hiếu đã gây ra khoảng 1,1 tỷ đô la gian lận tài khoản mới tại các ngân hàng và nhà bán lẻ trên khắp Hoa Kỳ, và khoảng 65 triệu đô la gian lận hoàn thuế với các tiểu bang và IRS.
Ngày 14 tháng 7 năm 2015, Minh Hiếu lúc đó 25 tuổi bị tòa án Mỹ đưa ra xét xử và lãnh án 13 năm tù giam. Anh được nhận xét là một trong những tên trộm khét tiếng nhất từng bị giam tại nhà tù liên bang. Ngày 20 tháng 11 năm 2019, theo trang web của tù liên bang Mỹ Bureau Of Prison, Ngô Minh Hiếu được thả tự do sớm hơn 4 năm. Sau đó, anh về Việt Nam vào ngày 4 tháng 8 năm 2020.

## Chuyên gia an ninh mạng
Sau 3 tháng trở về Việt Nam, Ngô Minh Hiếu đã đăng tải ảnh đơn xin việc vào Trung tâm Giám sát An toàn không gian mạng quốc gia (NCSC) trên trang cá nhân Facebook vào ngày 3 tháng 12 năm 2020. Ngày 4, đại diện của NCSC chính thức xác nhận về thông tin Ngô Minh Hiếu sẽ làm việc cho cơ quan này với vai trò "Chuyên gia kỹ thuật". Chưa đầy nửa tháng sau khi chính thức trở thành nhân viên của NCSC, Hiếu PC đã công khai triệt tiêu 2 website giả mạo 2 hãng hàng không lớn là Vietnam Airlines và Vietjet Air, được tạo ra nhằm trục lợi khách hàng. Đây là hai trang web giả mạo lớn đã tồn tại một thời gian không ngắn, và được xem là 2 trang web giả mạo quy mô lớn. Việc Hiếu PC công khai "xóa sổ" cả hai đã gây chú ý và được cư dân mạng ủng hộ. Bên cạnh đó, anh cũng tự tay đánh sập các tài khoản mạng xã hội mạo danh mình nhằm mục đích trục lợi từ lòng tin của người dùng mạng.
Trong bối cảnh nhiều loại hình lừa đảo liên tiếp xuất hiện gây ra nhiều thiệt hại cho người dùng Việt Nam như lừa đảo mạo danh người khác, các loại mã độc đội lốt các ứng dụng miễn phí, giao dịch các loại tiền ảo bất hợp pháp, các cuộc tấn công có chủ đích vào hệ thống doanh nghiệp, hay các thông tin sai lệch về kiến thức an toàn thông tin gây hoang mang dư luận được lan truyền, Hiếu thường xuyên xuất hiện trong các chiến dịch chống lại những chiêu trò lừa đảo này, cũng như đưa ra lời khuyên, cảnh báo đến người dùng. Khi nhắc đến Hiếu, ngoài danh xưng "cựu hacker", báo chí Việt Nam thường gọi anh kèm với các vai trò như kỹ sư bảo mật, chuyên gia an toàn thông tin, hay kỹ sư an ninh mạng. Thường được tung hô là "siêu hacker" hay "siêu tin tặc", anh đã trực tiếp phủ nhận những danh xưng này và cho rằng mình chỉ là một người bình thường, không phải "siêu hacker" như nhiều nhiều báo chí đã thổi phồng. Tháng 12 năm 2021, Meta đã kết hợp cùng Hiếu PC cho ra mắt một chuỗi video về chủ đề phòng chống lừa đảo, đảm bảo an toàn trực tuyến cho người dùng tại Việt Nam. Các video được phát sóng trên trang Facebook Meta Việt Nam và trang cá nhân của Hiếu.
Từ "hacker mũ đen", Ngô Minh Hiếu trở thành "hacker mũ trắng" sau khi trở về Việt Nam. Anh liên tục được nhiều tập đoàn công nghệ cũng như nhà mạng vinh danh vì có đóng góp trong việc phát hiện và khắc phục các lỗ hổng bảo mật. Tháng 5 năm 2022, anh được Apple Inc. vinh danh là một trong các chuyên gia bảo mật đã có đóng góp cho hãng này trong việc tìm ra lỗ hổng bảo mật của máy chủ web Apple. Đây là lần đầu tiên anh được vinh danh ở vai trò "hacker mũ trắng". Tháng 2 năm 2023, anh được nhà mạng Verizon của Hoa Kỳ đã gửi một giấy chứng nhận để cảm ơn việc anh đã phát hiện 2 lỗ hổng có thể gây ảnh hưởng đến dữ liệu và 2 lỗi liên quan đến hệ thống quản lý web của nhà mạng này. Trong một bài phỏng vấn với Báo Lao Động, Ngô Minh Hiếu cho biết thường có một số tập đoàn tài chính, ngân hàng mời anh hợp tác để tìm ra lỗ hổng bảo mật của hệ thống. Anh thực hiện các dự án này theo hợp đồng nhưng 60% thời gian của anh thường dành cho các dự án cộng đồng.
Tháng 3 năm 2023, Ngô Minh Hiếu được mời sang Dubai tham dự và chia sẻ về an ninh mạng tại Hội nghị và Triển lãm An ninh Thông tin vùng Vịnh (GISEC). Đây là lần đầu tiên anh xuất ngoại kể từ sau khi về Việt Nam vào cuối năm 2020. Hiện nay, anh đang là thành viên Ban An toàn thông tin của Hiệp hội Blockchain Việt Nam đã ra mắt vào ngày 18 tháng 5 năm 2022, đồng thời là người dẫn dắt và chịu trách nhiệm chính của dự án Chống lừa đảo Chaintracer – 1 trong 4 chương trình trọng điểm của hiệp hội trong năm 2023. Đây là dự án truy vết giao dịch trên blockchain nhằm thúc đẩy hoạt động chống rửa tiền và chống tài trợ khủng bố.

## Dự án cộng đồng

### Khởi đầu các dự án vì cộng đồng
Tháng 2 năm 2021, anh cho ra mắt dự án phi lợi nhuận "Chống Lừa Đảo" cùng với website và tiện ích dưới dạng add-on tương ứng. Đây là một dự án nhằm cảnh báo cho người dùng những trang web có nội dung xấu, giả mạo hoặc có chứa mã độc. Chỉ sau một ngày ra mắt, tiện ích Chống lừa đảo đã có hơn 3.500 lượt tải, hơn 70 nghìn lượt truy cập, đồng thời thêm vào danh sách đen hơn 1000 trang web lừa đảo từ hơn 1400 báo cáo từ người dùng. Từ khi trở về Việt Nam, anh liên tục tham gia chia sẻ những thông tin về an toàn thông tin trên không gian mạng, giúp người dùng tránh được những trang web độc hại. Ngoài ra, anh còn lập một blog mang tên 7onez để giúp nhiều cá nhân, doanh nghiệp nâng cao cảnh giác với sự tấn công từ các hacker. Đây đều là những động thái được cho là mang tính "hoàn lương" của hacker này, cách anh quay lưng lại với quá khứ tội phạm của mình và quyết tâm trở thành người đi đầu trong các nỗ lực bảo đảm an ninh mạng cho người Việt Nam.
Tháng 5 năm 2021, Ngô Minh Hiếu cùng với Cốc Cốc đã giới thiệu "Chiến dịch Khiên Xanh" với mục tiêu tạo môi trường internet an toàn cho người Việt Nam. Đây là một chiến dịch khá gây chú ý cho truyền thông và người dân Việt Nam trong thời gian ra mắt. Trong vòng chưa đến 4 tuần, đã có hơn 24 ngàn website không an toàn được báo cáo từ người dùng và hơn 12 ngàn trang web có yếu tố nguy hiểm, lừa đảo đã được gắn cảnh báo. Điều này khiến cho những dự án về an toàn không gian mạng của Hiếu PC càng nhận được nhiều sự chú ý. Cũng trong thời gian này, anh đảm nhiệm vai trò cố vấn chuyên môn cho CyberKid Vietnam – tổ chức phi lợi nhuận hỗ trợ trẻ em trên không gian mạng. Đây cũng là một dự án đặc biệt gây sự chú ý khi tập trung vào an toàn cho trẻ em – một trong những nạn nhân dễ bị tấn công nhất trên không gian mạng. Trong bối cảnh bùng nổ của Đại dịch COVID-19 tại Việt Nam, tình trạng đánh cắp thông tin cá nhân, lừa đảo người dùng đang ngày càng diễn ra mạnh mẽ. Hiếu PC và những fanpage của anh trên mạng xã hội facebook đang là một trong những kênh về an toàn thông tin được chú ý nhất khi thường xuyên cập nhật cách phòng chống và những cảnh báo liên quan. Nhóm thành viên của dự án Chống Lừa Đảo cũng thường xuyên đưa ra những lời cảnh báo về tình trạng và chiêu trò lừa đảo đang thường xuyên diễn ra, đồng thời đưa ra các giải pháp cũng như hỗ trợ nạn nhân của các vụ lừa đảo.

### Phát triển Chống Lừa Đảo
Ngày 24 tháng 11 năm 2021, Ngô Minh Hiếu công bố thành lập Công ty trách nhiệm hữu hạn doanh nghiệp xã hội Chống Lừa Đảo (gọi tắt là Công ty Chống Lừa Đảo). Doanh nghiệp xã hội này là bước phát triển tiếp theo của dự án phi lợi nhuận cùng tên đã ra mắt vào cuối năm 2020. Trong thời gian hoạt động, Chống Lừa Đảo đã ký kết hợp tác với hàng loạt đối tác trong và ngoài nước như APWG (Anti-Phishing Working Group, Tổ chức toàn cầu chống lừa đảo), Kaspersky, Cisco, Viettel, CyRadar, Twitter, Thư viện Pháp luật, VinCSS, Liên minh chống lừa đảo toàn cầu (GASA), và Google Chrome. Không chỉ liên tiếp được Liên minh An ninh mạng các quốc gia (tiếng Anh: National Cybersecurity Alliance) vinh danh là Tổ chức vô địch Tháng Nhận thức về An ninh mạng trong 2 năm liên tiếp 2022 và 2023, Chống Lừa Đảo còn nhận được hai giải thưởng lớn của chính phủ Việt Nam là Make in Vietnam 2022 và Nhân tài Đất Việt 2023. Tính đến thời điểm tổ chức lễ kỷ niệm 3 năm thành lập dự án, các cộng đồng thành viên của Chống Lừa Đảo đã đạt đến con số 500.000 thành viên ở nền tảng Facebook, 25.000 thành viên trong nhóm Telegram, qua đó đã giúp Chống Lừa Đảo phát hiện và xử lý hơn 20.000 website độc hại.
Năm 2024, trong bối cảnh lừa đảo vẫn tiếp tục gia tăng, Ngô Minh Hiếu cùng các thành viên đại diện Chống Lừa Đảo thường xuyên tham gia các sự kiện, hội nghị về an toàn thông tin nói chung và phòng chống nạn lừa đảo nói riêng như Hội nghị Bảo vệ người dân, khách hàng trước thực trạng lừa đảo trực tuyến trên không gian mạng do Cục An toàn thông tin tổ chức. Cuối tháng 12 năm 2024, tại thành phố Hồ Chí Minh, Ban Chuyên đề Công an thành phố đã phối hợp cùng Hiệp hội Blockchain Việt Nam tổ chức Tọa đàm "Nâng cao năng lực phòng, chống tội phạm lĩnh vực tài chính trên không gian mạng". Trong buổi tọa đàm, với tư cách là Giám đốc dự án Chống Lừa Đảo, Ngô Minh Hiếu đã đại diện dự án đưa ra lời cảnh báo về sự nguy hiểm của các phần mềm lừa đảo tự động, được sử dụng rộng rãi bởi các tổ chức tội phạm xuyên quốc gia. Tháng 2 năm 2025, Chống Lừa Đảo đã công bố lễ ký kết hợp tác chiến lược "Chống lừa đảo và tăng cường an toàn không gian số" với Ocean Entertainment Group (OEG) và Hội Thanh Niên Khuyết Tật Việt Nam, hướng đến mục tiêu bảo vệ thanh thiếu niên và người khuyết tật trước các nguy cơ lừa đảo trên không gian mạng. Trong buổi lễ ký kết, Ngô Minh Hiếu đã tiếp tục đại diện Chống Lừa Đảo chia sẻ về những chiêu trò lừa đảo ngày càng phát triển, cùng với cách thức nhận diện các cuộc gọi lừa đảo sử dụng công nghệ deepfake.
Tháng 4 năm 2025, Chống Lừa Đảo cho ra mắt công cụ mới sử dụng AI để kiểm tra trang web lừa đảo. Đây là dự án được phát triển bởi một nhóm gồm 4 bạn sinh viên do Ngô Minh Hiếu dẫn dắt. Công cụ này sử dụng trí tuệ nhân tạo để kiểm tra ngay lập tức bất kỳ trang web nào mà người dùng gửi đến bằng cách tiến hành đánh giá toàn diện trang web từ nội dung, mã nguồn, ảnh chụp màn hình để đưa ra đánh giá đây có phải trang web lừa đảo hay không. Theo một thành viên trong đội ngũ phát triển công cụ, hiện công cụ có tỉ lệ nhận diện đúng lên đến 98%. Đến cuối tháng 4, Chống Lừa Đảo chính thức ra mắt website mới đã được tích hợp công cụ AI nói trên và nhiều tính năng mới khác, trong đó có chatbot tự động trả lời bất kỳ câu hỏi nào liên quan đến phòng chống lừa đảo trực tuyến và luật an ninh mạng. Chỉ trong vòng 1 ngày sau khi ra mắt, lượng truy cập vào website chính thức của Chống Lừa Đảo đã tăng gấp 5 lần.

### Hợp tác và liên kết với các tổ chức quốc tế
Bên cạnh phát triển các dự án cá nhân nhằm phục vụ cộng đồng, Ngô Minh Hiếu còn tích cực tham gia các dự án, tổ chức quốc tế, tham gia chia sẻ tại nhiều sự kiện trong và ngoài nước về các vấn đề an ninh mạng cũng như lừa đảo qua mạng. Đầu tháng 10 năm 2024, Văn phòng Liên hợp quốc về ma túy và tội phạm (UNODC) đã công bố một báo cáo quan trọng về các mối đe dọa mạng mới nổi tại Đông Nam Á, công tác chống tội phạm trên không gian mạng. Bản báo cáo này đã nhiều lần ghi nhận Ngô Minh Hiếu cùng các cộng sự trong dự án Chống Lừa Đảo đã có những đóng góp quan trọng trong việc cung cấp thông tin và phân tích về các hoạt động lừa đảo trực tuyến tại khu vực Đông Nam Á, đặc biệt là các dữ liệu quan trọng liên quan đến các hoạt động lừa đảo trực tuyến và tội phạm công nghệ tại Việt Nam. Trong chuỗi hợp tác với Liên Hợp Quốc, anh tiếp tục tham gia trình bày tại Chương trình Toàn cầu về Tội phạm mạng trong khuôn khổ dự án của UNODC vùng Đông Nam Á với chủ đề "Nâng cao nhận thức về an ninh mạng và nguy cơ lừa đảo trong bối cảnh chuyển đổi số".
Cùng tháng này, hội thảo "Mekong-U.S. Partnership Track 1.5 Policy Dialogue on Countering Scam Operations" (Đối thoại chính sách về Chống lại các hoạt động lừa đảo) tại Băng Cốc, Thái Lan, đã thu hút hơn 90 chuyên gia quốc tế cùng các tổ chức dân sự và chính phủ từ các quốc gia khu vực sông Mekong, Hoa Kỳ và các đối tác quốc tế khác. Trong đó, Ngô Minh Hiếu với tư cách người sáng lập Chống Lừa Đảo đã tham gia thảo luận và đóng góp những giải pháp chống lừa đảo và phòng ngừa buôn người qua các hoạt động lừa đảo trực tuyến, đặc biệt với sự phát triển của trí tuệ nhân tạo (AI). Đầu tháng 6 năm 2025, Interpol đã đăng tải trên trang mạng xã hội chính thức của mình về sự xuất hiện của Ngô Minh Hiếu – một cựu hacker mũ đen – tại Hội nghị Mạng lưới Phòng ngừa Tội phạm Mạng Quốc tế (InterCOP) lần thứ 5 được tổ chức tại thành phố Lyon, Pháp. Trong hội nghị này, anh đã chia sẻ về hành trình thay đổi của mình từ một hacker khét tiếng trở thành chuyên gia mũ trắng tham gia ngăn chặn tội phạm mạng.
Tháng 7, Interpol hợp tác cùng Bộ Công an Việt Nam tổ chức Hội nghị Nhóm công tác về tội phạm mạng khu vực châu Á và Nam Thái Bình Dương lần thứ 2. Hội nghị đã diễn ra liên tiếp trong 4 ngày tại Hà Nội với 70 đại biểu là lãnh đạo các cơ quan liên quan ở Việt Nam, chuyên gia an ninh mạng đến từ 24 quốc gia khu vực châu Á và Nam Thái Bình Dương; các tổ chức quốc tế và các đối tác của INTERPOL và đại diện Ban Tổng thư ký INTERPOL. Trong phiên thuyết trình chuyên đề, Ngô Minh Hiếu đã cảnh báo về thủ đoạn tội phạm mạng lợi dụng công nghệ Deepfake để giả mạo khuôn mặt, giọng nói, phát tán thông tin sai lệch nhằm đánh cắp dữ liệu và lừa đảo tài sản. Trong phiên thảo luận tiếp theo, anh cùng các chuyên gia quốc tế bàn về việc ứng dụng AI và Big Data trong việc phát hiện các hành vi bất thường, phân tích dữ liệu và truy vết tội phạm mạng.

## Start-up an ninh mạng

### Giai đoạn đầu thành lập
Cũng trong năm 2022, Ngô Minh Hiếu sáng lập một dự án mang tên CyPeace (tên tiếng Việt là Hòa bình Không gian mạng). Đây là dự án giúp các cá nhân và doanh nghiệp tìm hiểu nguồn gốc, kiểm tra độ an toàn của các trang web, ứng dụng, dưới sự phân tích của các chuyên gia. Đồng hành cùng anh là Phạm Tiến Mạnh – một thành viên khác của Chống Lừa Đảo. Phạm Tiến Mạnh còn có biệt danh là Bé Mây hay ManhNho là một chuyên gia an ninh mạng, từng là nhà nghiên cứu bảo mật của OWASP (en) được Facebook vinh danh là 1 trong 100 chuyên gia về bảo mật năm 2019. Cũng như Ngô Minh Hiếu, Phạm Tiến Mạnh đã liên tục được Apple Inc. vinh danh là một trong các chuyên gia bảo mật đã có đóng góp cho hãng này trong việc tìm ra lỗ hổng bảo mật của máy chủ web Apple vào tháng 3, tháng 6, tháng 9 và tháng 10 năm 2022. Anh cũng là người phát triển công cụ phát hiện Deepfake đã được trưng bày và giới thiệu tại Diễn đàn bảo mật BlackHat Asia 2023 tổ chức ở Singapore.
Năm 2023, Ngô Minh Hiếu và Phạm Tiến Mạnh chính thức thành lập công ty an ninh mạng mang tên Hòa bình Không gian mạng (tiếng Anh: Cyberspace Peace Company Limited, viết tắt: CyPeace) với Phạm Tiến Mạnh là giám đốc, và Ngô Minh Hiếu giữ vai trò nhà đồng sáng lập. Công ty CyPeace hoạt động với triết lý "Cyber Peace of Mind" (Bảo đảm an toàn thông tin trên internet cho mọi người) đã bắt đầu triển khai nhiều dự án với các đối tác trong và ngoài nước, trong đó bao gồm các hoạt động hợp tác với Trung tâm Đổi mới sáng tạo quốc gia (NIC) thuộc Bộ Kế hoạch và Đầu tư. Tháng 3 năm 2023, Ngô Minh Hiếu đại diện cho CyPeace tham gia diễn thuyết tại Hội nghị và Triển lãm An ninh Thông tin vùng Vịnh (GISEC) – một sự kiện an ninh mạng thường niên được tổ chức tại Dubai. Tháng 10 cùng năm, anh cùng Phạm Tiến Mạnh tiếp tục đại diện công ty tham gia Gitex Global: Dubai 2023 – sự kiện công nghệ lớn nhất năm 2023. Trong sự kiện này, CyPeace đã hợp tác cùng Cookie Arena tổ chức workshop CTF với chủ đề Threat Hunting (tìm kiếm lỗ hổng bảo mật). Đến tháng 11, Ngô Minh Hiếu tiếp tục đại diện CyPeace tham gia diễn thuyết tại hội thảo Cyseex 2023 do Liên minh An toàn thông tin Cyseex tổ chức. CyPeace cũng đồng thời là một trong những đơn vị đồng hành của hội thảo này.
Năm 2024, Ngô Minh Hiếu và Phạm Tiến Mạnh liên tiếp đại diện CyPeace tham gia tại các sự kiện về an toàn thông tin như Cybersecurity Talk do SotaTek tổ chức, Talkshow "Hacker Roadmap" tại Trường Đại học FPT Hà Nội, hay sự kiện "Cybersecurity - Cuộc chiến không của riêng ai" do CIO Việt Nam tổ chức. Cuối tháng 5, Ngô Minh Hiếu với vai trò nhà đồng sáng lập CyPeace đã tham gia diễn thuyết tại Hội thảo và Triển lãm An toàn không gian mạng Việt Nam (Vietnam Security Summit) lần thứ 6 do Bộ Thông tin và Truyền thông, Cục An toàn thông tin và Tập đoàn IEC tổ chức. Tại hội thảo này, anh đã trình bày về chủ đề "An ninh thiết bị di động cho công việc từ xa" trong bối cảnh làm việc từ xa đang trở thành xu hướng không thể đảo ngược. Ngày 26 tháng 9, CyPeace kết hợp cùng Hiệp hội Nữ doanh nhân Hà Nội tổ chức buổi tọa đàm "An toàn thông tin: Yếu tố sống còn của doanh nghiệp trong kỷ nguyên số" dưới sự bảo trợ của Cục An toàn thông tin. Buổi tọa đàm có sự tham gia của đại diện Trung tâm Ứng cứu khẩn cấp máy tính Việt Nam cùng giám đốc và quản lý các doanh nghiệp. Với vai trò là chủ tịch CyPeace, Ngô Minh Hiếu đã có một phiên tham luận với chủ đề "Mối nguy an ninh mạng và xu hướng tấn công hiện đại". Trong phần trình bày của mình, anh đã nêu lên vấn đề mất an toàn thông tin tại Việt Nam và những con số đáng báo động đã được thống kê trong một báo cáo tổng hợp của CyPeace. Cùng đại diện CyPeace tham gia tọa đàm còn có Phạm Tiến Mạnh với vai trò giám đốc.

### Tham gia các sự kiện lớn
Ngày 29 tháng 10 năm 2024, dưới sự chủ trì của Ngân hàng Nhà nước Việt Nam, Hiệp hội Ngân hàng Việt Nam và Tập đoàn IEC đã phố hợp tổ chức Hội thảo và triển lãm Smart Banking 2024. Đây là một sự kiện thường niên lớn dành cho ngành tài chính – ngân hàng. Với chủ đề "Định hình tương lai số cho ngành Ngân hàng: Chiến lược vận hành an toàn và bền vững", sự kiện năm 2024 nhấn mạnh vào tầm quan trọng của các biện pháp bảo vệ an toàn và chiến lược phát triển bền vững ngành ngân hàng trên không gian số. Đại diện cho CyPeace, Ngô Minh Hiếu đã tham gia một phiên tham luận với chủ đề "Phía sau mã độc: Vạch trần kẻ hacker qua tiện ích mở rộng độc hại" đồng thời là người chủ trì phiên thảo luận của hội thảo chuyên đề 3. Bên cạnh đó, cả Chống Lừa Đảo và CyPeace đều là những đơn vị đồng hành và tham gia một gian hàng triển lãm sản phẩm tại không gian sự kiện lần này. Một tháng sau sự kiện, anh tiếp tục đại diện CyPeace và Chống Lừa Đảo tham gia sự kiện Positive Hack Talks do Positive Technologies – công ty nghiên cứu bảo mật thông tin của Nga và là một trong những công ty bảo mật hàng đầu thế giới – tổ chức. Tại đây, anh đã tham gia một phiên trình bày khai mạc chương trình với chủ đề "Hack the Hackers: The Art of Blackhat Counterintelligence" (Nghệ thuật phản giác blackhat).
Trong nửa đầu năm 2025, anh liên tục đại diện CyPeace xuất hiện tại nhiều sự kiện về an ninh mạng trong và ngoài nước. Ngày 18 tháng 2, Diễn đàn Thanh niên ASEAN – Vương quốc Anh về Hòa bình và An ninh (The ASEAN-UK Youth, Peace, and Security Forum) đã diễn ra tại Jakarta, Indonesia. Đây là sự kiện dành cho các nhà lãnh đạo trẻ, chuyên gia an ninh và các tổ chức quốc tế trong khu vực ASEAN và nước Anh. Tại sự kiện, với vai trò là Chủ tịch CyPeace và đồng sáng lập dự án Chống Lừa Đảo, Ngô Minh Hiếu đã có một phiên chia sẻ về "Các sáng kiến do thanh niên dẫn dắt nhằm giảm thiểu các mối đe dọa an ninh từ công nghệ". Từ ngày 6 đến ngày 8 tháng 5, anh tham gia trình bày tại GISEC Global 2025 diễn ra tại Dubai với hàng loạt các bài tham luận diễn ra liên tục trong vòng 3 ngày. Ngoài ra, anh còn kết hợp với một doanh nghiệp khác là CyberJutsu của Nguyễn Mạnh Luật – một thành viên chủ chốt của Chống Lừa Đảo – để tổ chức một cuộc thi CTF ngay trong khuôn khổ của sự kiện. Ngay sau khi GISEC kết thúc, Ngô Minh Hiếu tiếp tục tham gia sự kiện World Police Summit do Cảnh sát Dubai tổ chức, với một phiên trình bày về giải mã tâm lý tin tặc.
Cuối tháng 5, CyPeace lần thứ hai tham gia Hội thảo và Triển lãm An toàn không gian mạng Việt Nam (Vietnam Security Summit). Đây là lần đầu tiên sự kiện này diễn ra dưới sự bảo trợ của Hiệp hội An ninh mạng quốc gia - NCA, Cục An ninh mạng và phòng, chống tội phạm sử dụng công nghệ cao (A05) thuộc Bộ Công an Việt Nam và Bộ Tư lệnh Tác chiến không gian mạng (Bộ Tư lệnh 86) thuộc Bộ Quốc phòng, sau khi Việt Nam triển khai tinh gọn bộ máy và Bộ Thông tin và Truyền thông tiến hành chuyển giao nhiệm vụ bảo đảm an toàn thông tin mạng cho Bộ Công an. Tại sự kiện này, các đại diện của CyPeace bao gồm Ngô Minh Hiếu, Phạm Tiến Mạnh và Trần Ngọc Anh đã mang đến một bài trình bày về tấn công AI. Phiên trình bày này đã gây nhiều sự chú ý khi cảnh báo về nguy cơ mất an toàn thông tin từ chính các công nghệ trí tuệ nhân tạo khi bị khai thác bởi tội phạm mạng.

## Hoạt động khác
Bên cạnh các dự án cộng đồng, Ngô Minh Hiếu thường xuyên xuất hiện trong các buổi chia sẻ, talkshow, tọa đàm hay hội nghị về an toàn thông tin ở trong nước và quốc tế.

### Sự kiện
| Thời gian | Thời gian | Sự kiện | Tổ chức chủ trì sự kiện                            | Quốc gia  | Nguồn           |
| --------- | --------- | --- | -------------------------------------------------- | --------- | --------------- |
| 2021      | Tháng 9   | TEDxRMIT 2021: The One Lagacy                                                                                     | TED, RMIT                                          | Online    | [ 177 ] [ 178 ] |
| 2021      | Tháng 11  | Global Online Scam Summit (Hội nghị thượng đỉnh về lừa đảo trực tuyến toàn cầu)                                   | ScamAdviser                                        | Online    | [ 179 ]         |
| 2021      | Tháng 11  | CISO Online ASEAN                                                                                                 | Corinium Global Intelligence                       | Online    | [ 180 ]         |
| 2021      | Tháng 12  | GDG DevFest HCMC                                                                                                  | Google Developer Groups                            | Online    | [ 181 ]         |
| 2022      | Tháng 3   | CISO Sydney | Corinium Global Intelligence                       | Úc        | [ 182 ]         |
| 2022      | Tháng 12  | Microsoft Technology Summit                                                                                       | Microsoft                                          | Việt Nam  | [ 183 ] [ 184 ] |
| 2023      | Tháng 3   | GISEC 2023 (Hội nghị và Triển lãm An ninh Thông tin vùng Vịnh)                                                    | Cyber Security Council                             | UAE       | [ 67 ] [ 68 ]   |
| 2023      | Tháng 3   | CyberSecurity Awareness Events (Sự kiện nâng cao nhận thức về an ninh mạng)                                       | CloudDefense                                       | Online    | [ 185 ]         |
| 2023      | Tháng 3   | TEDxĐakao: Khát vọng                                                                                              | TED, Đakao                                         | Việt Nam  | [ 186 ] [ 187 ] |
| 2023      | Tháng 4   | Smarter Faster Payments                                                                                           | NACHA                                              | Hoa Kỳ    | [ 188 ]         |
| 2023      | Tháng 6   | Scam Investigators Meet-up (Gặp mặt các nhà điều tra lừa đảo)                                                     | GASA                                               | Online    | [ 189 ]         |
| 2023      | Tháng 7   | Google I/O Extended MienTrung 2023                                                                                | Google Developer Groups                            | Việt Nam  | [ 190 ]         |
| 2023      | Tháng 8   | Hội thảo và Triển lãm ATTT khu vực phía Nam                                                                       | VNISA phía Nam                                     | Việt Nam  | [ 191 ]         |
| 2023      | Tháng 8   | FIDO APAC Summit 2023 (Hội nghị FIDO châu Á – Thái Bình Dương)                                                    | FIDO Alliance, VinCSS                              | Việt Nam  | [ 192 ] [ 193 ] |
| 2023      | Tháng 10  | Tech Week Singapore 2023                                                                                          | CloserStill                                        | Singapore | [ 194 ]         |
| 2023      | Tháng 10  | Gitex Global: Dubai 2023                                                                                          | Cyber Security Council                             | UAE       | [ 195 ]         |
| 2023      | Tháng 11  | IT Fest 2023 | FPT Software                                       | Việt Nam  | [ 196 ]         |
| 2023      | Tháng 11  | Cyseex 2023 | Cyseex                                             | Việt Nam  | [ 151 ]         |
| 2024      | Tháng 4   | GISEC 2024 (Hội nghị và Triển lãm An ninh Thông tin vùng Vịnh)                                                    | Cyber Security Council                             | UAE       | [ 197 ]         |
| 2024      | Tháng 5   | Vietnam Security Summit 2024 (Hội thảo và Triển lãm An toàn không gian mạng Việt Nam lần thứ 6)                   | Bộ Thông tin và Truyền thông Cục An toàn thông tin | Việt Nam  | [ 155 ]         |
| 2024      | Tháng 8   | Hội thảo và Triển lãm ATTT khu vực phía Nam                                                                       | VNISA phía Nam                                     | Việt Nam  | [ 198 ]         |
| 2024      | Tháng 10  | Hội thảo và Triển lãm Smart Banking 2024                                                                          | Ngân hàng Nhà nước Việt Nam                        | Việt Nam  | [ 166 ]         |
| 2024      | Tháng 11  | Positive Hack Talks                                                                                               | Positive Technologies                              | Việt Nam  | [ 167 ]         |
| 2025      | Tháng 2   | The ASEAN-UK Youth, Peace, and Security Forum (Diễn đàn Thanh niên ASEAN – Vương quốc Anh về Hòa bình và An ninh) | ASEAN-IPR                                          | Indonesia | [ 168 ]         |
| 2025      | Tháng 5   | GISEC Global 2025                                                                                                 | Cyber Security Council                             | UAE       | [ 170 ]         |
| 2025      | Tháng 5   | World Police Summit 2025                                                                                          | Dubai Police                                       | UAE       | [ 171 ]         |
| 2025      | Tháng 5   | Asset Recovery Asia 2025                                                                                          | Asset Recovery Series                              | Việt Nam  | [ 199 ]         |
| 2025      | Tháng 5   | Vietnam Security Summit 2025 (Hội thảo và Triển lãm An toàn không gian mạng Việt Nam lần thứ 7)                   | Hiệp hội An ninh mạng quốc gia                     | Việt Nam  | [ 200 ]         |
| 2025      | Tháng 6   | InterCOP (Hội nghị Mạng lưới Phòng ngừa Tội phạm Mạng Quốc tế)                                                    | Interpol                                           | Pháp      | [ 138 ]         |
| 2025      | Tháng 7   | Hội nghị Nhóm công tác về tội phạm mạng khu vực châu Á và Nam Thái Bình Dương                                     | Interpol; Bộ Công an Việt Nam                      | Việt Nam  | [ 139 ]         |
| 2025      | Tháng 7   | Google I/O Extended MienTrung 2025                                                                                | Google Developer Groups                            | Việt Nam  |                 |
| 2025      | Tháng 7   | Google Cloud Next Extended Hanoi 2025                                                                             | Google Developer Groups                            | Việt Nam  |                 |

### Hội thảo, talkshow
| Thời gian | Thời gian | Chủ đề                                                                                    | Tổ chức chủ trì                                            | Quốc gia | Chú   | Nguồn           |
| --------- | --------- | ----------------------------------------------------------------------------------------- | ---------------------------------------------------------- | -------- | ----- | --------------- |
| 2021      | Tháng 5   | An toàn trong môi trường số                                                               | VANJ                                                       | Online   |       | [ 201 ]         |
| 2022      | Tháng 2   | Quan điểm bảo mật trong quá trình phát triển sản phẩm                                     | Gambaru                                                    | Online   | [ a ] | [ 202 ] [ 203 ] |
| 2022      | Tháng 11  | Định hướng công nghệ thông tin                                                            | HUFLIT                                                     | Việt Nam |       | [ 204 ]         |
| 2023      | Tháng 2   | Dữ liệu cá nhân mua bán dễ như "đi chợ"                                                   | EU Ambassador                                              | Online   | [ b ] | [ 205 ]         |
| 2023      | Tháng 3   | An ninh mạng trên không gian số – Xu hướng và cơ hội                                      | PTIT, Naver                                                | Việt Nam |       | [ 206 ]         |
| 2023      | Tháng 4   | An toàn Không gian mạng                                                                   | VAA                                                        | Việt Nam |       | [ 207 ]         |
| 2023      | Tháng 5   | Cảnh báo rủi ro và phòng chống lừa đảo qua mạng                                           | VNISA phía Nam                                             | Việt Nam |       | [ 208 ] [ 209 ] |
| 2023      | Tháng 6   | Bảo vệ dữ liệu người dùng ở Việt Nam                                                      | NordCham Việt Nam                                          | Online   |       | [ 210 ]         |
| 2024      | Tháng 1   | Hacker Roadmap                                                                            | Đại học FPT                                                | Việt Nam |       | [ 153 ]         |
| 2024      | Tháng 1   | Cybersecurity - Cuộc chiến không của riêng ai                                             | CIO Việt Nam                                               | Việt Nam |       | [ 154 ]         |
| 2024      | Tháng 9   | An toàn thông tin: Yếu tố sống còn của doanh nghiệp trong kỷ nguyên số                    | HNEW                                                       | Việt Nam |       | [ 211 ]         |
| 2024      | Tháng 10  | Thẻ trong bối cảnh và xu hướng thanh toán số                                              | VNBA                                                       | Việt Nam |       | [ 212 ]         |
| 2024      | Tháng 12  | Tọa đàm "Nâng cao năng lực phòng, chống tội phạm lĩnh vực tài chính trên không gian mạng" | Hiệp hội Blockchain Việt Nam Công an thành phố Hồ Chí Minh |          |       |                 |
| 2025      | Tháng 6   | Tọa đàm, gặp mặt người có ảnh hưởng trên không gian mạng                                  | Công an thành phố Hà Nội                                   |          |       |                 |
| 2025      | Tháng 6   | Phòng chống lừa đảo trực tuyến. An toàn hơn cùng Bộ Công an và Google                     | A05, Bộ Công an; Google                                    |          |       |                 |

### Bản tin, thời sự
| Thời gian | Thời gian | Nội dung                                                                             | Phát sóng                  | Chú   | TK      |
| --------- | --------- | ------------------------------------------------------------------------------------ | -------------------------- | ----- | ------- |
| 2021      | Tháng 5   | Chiến dịch Khiên Xanh – Vì 1 Internet an toàn cho người Việt                         | VTVgo                      |       | [ 213 ] |
| 2021      | Tháng 8   | Hiếu PC trải lòng về chuyện khi người trẻ tài năng bước nhầm đường                   | VTC Now                    |       | [ 214 ] |
| 2021      | Tháng 10  | Phát hiện nhóm kẻ xấu chuyên lừa tiền, dụ dỗ nữ sinh ở lớp học trực tuyến            | VTV1                       | [ c ] | [ 215 ] |
| 2022      | Tháng 1   | Hiếu PC "điểm mặt" các thủ đoạn lừa đảo dịp cuối năm                                 | ANTV                       |       | [ 216 ] |
| 2022      | Tháng 3   | Ngô Minh Hiếu – Hành trình trở về con đường sáng                                     | HTV                        | [ d ] | [ 217 ] |
| 2022      | Tháng 4   | Hiếu PC nói gì về chiêu lừa đảo chiếm đoạt sim, chiếm đoạt tài sản?                  | Báo Người lao động         |       | [ 218 ] |
| 2023      | Tháng 4   | Hiếu PC hoàn lương sau 7 năm đi tù                                                   | MCV                        | [ e ] | [ 219 ] |
| 2023      | Tháng 4   | Hiếu PC: "Để tránh lừa đảo trên mạng bạn hãy chậm lại và kiểm chứng"                 | VOV Pháp luật              |       | [ 220 ] |
| 2023      | Tháng 4   | Chuyên gia an ninh mạng Hiếu PC nhận định về lừa đảo ghép mặt, giả giọng nói         | VOV Pháp luật              |       | [ 221 ] |
| 2023      | Tháng 5   | Hiếu PC: Hướng dẫn bảo vệ dữ liệu cá nhân từ một hacker                              | Báo Nhân Dân điện tử       |       | [ 222 ] |
| 2023      | Tháng 6   | Hiếu PC: mùa hè, làm sao bảo vệ trẻ em trên không gian mạng?                         | Truyền hình Báo Thanh Niên | [ f ] | [ 223 ] |
| 2023      | Tháng 6   | Hiếu PC: cách bảo vệ trẻ em an toàn trên không gian mạng                             | Truyền hình Báo Thanh Niên | [ g ] | [ 224 ] |
| 2023      | Tháng 9   | Chuyển đổi số: Các hình thức lừa đảo trực tuyến                                      | KTV                        | [ h ] | [ 225 ] |
| 2023      | Tháng 10  | Gặp gỡ Ngô Minh Hiếu – Chuyên gia an ninh mạng Quốc gia                              | Truyền hình Đắk Nông       | [ i ] | [ 226 ] |
| 2024      | Tháng 1   | Hiếu PC từng bị FBI bỏ tù ở Mỹ: “Tôi phạm tội vì tiền bạc, danh vọng rồi mất tất cả" | VTC Now                    |       | [ 227 ] |
| 2024      | Tháng 2   | Hiếu PC: "Nếu không ngồi tù có lẽ tôi vẫn đang sai lầm"                              | VTV3                       | [ j ] | [ 228 ] |
| 2025      | Tháng 6   | Lifting the lid on cybercrime in Japan                                               | NHK World-Japan            |       | [ 229 ] |

## Giải thưởng và đề cử
| Năm  | Giải thưởng                        | Hạng mục                                    | Sản phẩm      | Kết quả   | Nguồn   |
| ---- | ---------------------------------- | ------------------------------------------- | ------------- | --------- | ------- |
| 2022 | Make in Vietnam                    | Top 10 sản phẩm xuất sắc dành cho xã hội số | Chống Lừa Đảo | Đoạt giải | [ 230 ] |
| 2023 | Nhân tài Đất Việt                  | Cống hiến vì Cộng đồng                      | Chống Lừa Đảo | Đoạt giải | [ 231 ] |
| 2024 | GISEC Cyber Excellence Awards 2024 | Threat Hunter của năm                       | —             | Đề cử     | [ 232 ] |